# Chrysozephyrus brillantinus
Chrysozephyrus brillantinus is een vlinder uit de familie van de Lycaenidae. De wetenschappelijke naam van de soort werd als Thecla brillantina in 1887 gepubliceerd door Staudinger.